# L'Isle-d'Abeau
L'Isle-d'Abeau je naselje in občina v vzhodnem francoskem departmaju Isère regije Rona-Alpe. Leta 2009 je naselje imelo 15.373 prebivalcev.

## Geografija
Kraj leži v pokrajini Daufineji ob kanalu reke Bourbre, 37 km jugovzhodno od središča Lyona.

## Uprava
L'Isle-d'Abeau je sedež istoimenskega kantona, v katerega sta poleg njegove vključeni še občini Vaulx-Milieu in Villefontaine z 32.016 prebivalci.
Kanton Isle-d'Abeau je sestavni del okrožja La Tour-du-Pin.

## Zanimivosti
- cerkev sv. Petra;

## Pobratena mesta
- San Vicente del Raspeig (Valencia, Španija);